# Wrong Crowd
Wrong Crowd — другий студійний альбом британського музиканта та автора пісень Тома Оделла, представлений 10 червня 2016 року під лейблом RCA Records.

## Список пісень
| #   | Назва                                   | Автор              | Продюсер(и)         | Тривалість |
| --- | --------------------------------------- | ------------------ | ------------------- | ---------- |
| 1.  | «Wrong Crowd»                           | Оделл Рік Ноуелс   | Оделл Джим Аббісс   | 4:27       |
| 2.  | «Magnetised»                            | Оделл Ноуелс       | Оделл Аббісс Ноуелс | 3:57       |
| 3.  | «Concrete»                              | Оделл              | Оделл Inflo         | 3:49       |
| 4.  | «Constellations»                        | Оделл Енді Берроуз | Оделл Аббісс        | 4:36       |
| 5.  | «Sparrow»                               | Оделл              | Оделл Аббісс        | 4:56       |
| 6.  | «Still Getting Used to Being on My Own» | Оделл Ноуелс       | Оделл Аббісс        | 3:03       |
| 7.  | «Silhouette»                            | Оделл Джеймі Скотт | Оделл Аббісс        | 4:47       |
| 8.  | «Jealousy»                              | Оделл              | Оделл Аббісс        | 3:49       |
| 9.  | «Daddy»                                 | Оделл              | Оделл Аббісс        | 3:18       |
| 10. | «Here I Am»                             | Оделл Берроуз      | Оделл Аббісс        | 3:29       |
| 11. | «Somehow»                               | Оделл              | Оделл Inflo         | 6:52       |

| Додаткові пісні deluxe видання | Додаткові пісні deluxe видання   | Додаткові пісні deluxe видання | Додаткові пісні deluxe видання | Додаткові пісні deluxe видання |
| #                              | Назва                            | Автор                          | Продюсер(и)                    | Тривалість                     |
| ------------------------------ | -------------------------------- | ------------------------------ | ------------------------------ | ------------------------------ |
| 12.                            | «She Don't Belong to Me»         | Оделл Ноуелс                   | Оделл Аббісс                   | 3:58                           |
| 13.                            | «Mystery»                        | Оделл Ноуелс                   | Оделл Аббісс                   | 4:24                           |
| 14.                            | «Entertainment»                  | Оделл                          | Оделл Річ Купер                | 3:30                           |
| 15.                            | «I Thought I Knew What Love Was» | Оделл                          | Оделл Купер                    | 3:46                           |

## Чарти

### Тижневі чарти
| Чарт (2016)                                  | Найвища позиція |
| -------------------------------------------- | --------------- |
| Австралія Australian Albums (ARIA)           | 29              |
| Австрія Austrian Albums (Ö3 Austria)         | 35              |
| Бельгія Belgian Albums (Ultratop Flanders)   | 13              |
| Бельгія Belgian Albums (Ultratop Wallonia)   | 36              |
| Чехія Czech Albums (ČNS IFPI)                | 17              |
| Нідерланди Dutch Albums (MegaCharts)         | 9               |
| Франція French Albums (SNEP)                 | 89              |
| Німеччина German Albums (Offizielle Top 100) | 16              |
| Ірландія Irish Albums (IRMA)                 | 6               |
| Італія Italian Albums (FIMI)                 | 45              |
| New Zealand Heatseekers Albums (RMNZ)        | 6               |
| Польща Polish Albums (ZPAV)                  | 15              |
| Іспанія Spanish Albums (PROMUSICAE)          | 50              |
| Швеція Swedish Albums (Sverigetopplistan)    | 58              |
| Швейцарія Swiss Albums (Schweizer Hitparade) | 2               |
| Велика Британія UK Albums (OCC)              | 2               |
| США Top Heatseekers Albums (Billboard)       | 8               |
| США Top Rock Albums (Billboard)              | 48              |

### Річні чарти
| Чарт (2016)     | Позиція |
| --------------- | ------- |
| UK Albums (OCC) | 88      |

## Сертифікації
| Регіон                                                      | Сертифікація | Продажі |
| ----------------------------------------------------------- | ------------ | ------- |
| Велика Британія (BPI)                                       | Золотий      | 100 000 |
| продажі+прослуховування, що базуються лише на сертифікаціях |              |         |